# Manifest
Manifest (lat. manifestus - proglas) je tekst koji proklamuje osnovna načela književnog stvaranja neke nove grupe pisaca, obično radikalnije suprotstavljena vladajućim književnim konvencijama i oštrije intonirana.
Manifest van književnosti jednostavno znači proglas. Poznat je "Komunistički manifest" iz 1848.
Neki od najpoznatijih manifesta su Manifest verizma u italijanskoj književnosti, 1880, Manifest ekspresionizma u nemačkoj književnosti; 1910, Bretonovi manifesti nadrealizma u Francuskoj; kod nas Stanislav Vinaver, Manifest ekspresionističke škole, 1920.
Pod terminom Manifest se podrazumeva i tovarni list, tj. dokument koji prati jednu pošiljku.

## Etimologija
Ova reč je izvedena od italijanske reči manifesto, koja je i sama izvedena iz latinske reči manifestum, što znači jasan ili upadljiv. Njena prva zabeležena upotreba na engleskom je iz 1620. godine, u Natanijel Brentovom prevodu Istorije Trentskog sabora Paola Sarpija: „Na ovaj citat je odgovorio manifestom“ (pp. 102). Slično, „Toliko su bili iznenađeni njegovim Manifestom, da nikada ne bi dopustili da bude objavljen” (pp. 103).

## Literatura
- 100 Artists' Manifestos. Danchev, Alex. London: Penguin. 2011. ISBN 9780141191799. OCLC 660519141.
- Karl Marx, Friedrich Engels (2004) [1848]. Manifesto of the Communist Party. Marxists Internet Archive. Retrieved on 14 March 2015.
- Adoratsky, V (1938). The History of the Communist Manifesto of Marx and Engels. New York: International Publishers.
- Boyer, George R. (1998). „The Historical Background of the Communist Manifesto”. Journal of Economic Perspectives. 12 (4): 151—174. CiteSeerX 10.1.1.673.9426 . JSTOR 2646899. doi:10.1257/jep.12.4.151.
- Hobsbawm, Eric (2011). „On the Communist Manifesto”. How To Change The World. Little, Brown. стр. 101–120. ISBN 978-1-408-70287-1.
- Hunt, Tristram (2009). Marx's General: The Revolutionary Life of Friedrich Engels. Metropolitan Books. 2009..
- Schumpeter, Joseph (1997) [1952]. Ten Great Economists: From Marx to Keynes. London: Routledge. ISBN 978-0-415-11079-2.
- Schumpeter, Joseph A. (јун 1949). „The Communist Manifesto in sociology and economics”. Journal of Political Economy. 57 (3): 199—212. JSTOR 1826126. S2CID 144457532. doi:10.1086/256806.
- Manifest на сајту
- The Communist Manifesto at the Marxists Internet Archive
- Manifesto of the Communist Party, an English-language translation by Progress Publishers, in PDF format
- The Communist Manifesto in 80 world languages
- Manifest der Kommunistischen Partei : veröffentlicht im Februar 1848 Original 1848 edition in full color scan
- On the Communist Manifesto Архивирано 4 новембар 2016 на сајту  at modkraft.dk (a collection of links to bibliographical and historical materials, and contemporary analyses)
- Demetz, Peter (1967). „Economics and Intellect: Thomas Carlyle”. Marx, Engels, and the Poets: Origins of Marxist Literary Criticism. Превод: Sammons, Jeffrey L. (Revised изд.). Chicago & London: The University of Chicago Press. стр. 37.
- Zenzinger, Peter (2004). „Engels, Friedrich”.  Ур.: Cumming, Mark. The Carlyle Encyclopedia. Madison and Teaneck, NJ: Fairleigh Dickinson University Press. стр. 149—150. ISBN 9780838637920.
- Zenzinger, Peter (2004). „Marx, Karl”.  Ур.: Cumming, Mark. The Carlyle Encyclopedia. Madison and Teaneck, NJ: Fairleigh Dickinson University Press. стр. 310. ISBN 9780838637920.
- Kim, Sung Ho (2017). „Max Weber”.  Ур.: Zalta, Edward N. Stanford Encyclopaedia of Philosophy. Metaphysics Research Lab, Stanford University. Архивирано из оригинала 18. 3. 2019. г. Приступљено 10. 12. 2017. „Max Weber is known as a principal architect of modern social science along with Karl Marx and Emil Durkheim.”
- „Musée d'Orsay: Courbet speaks”. www.musee-orsay.fr. Архивирано из оригинала 1. 8. 2016. г.
- Marinetti, Filippo Tommaso (1914). „I Manifesti del futurismo, lanciati da Marinetti [et al.]”. [Firenze Lacerba]  — преко Internet Archive.
- „Technical Manifesto of Futurist Painting”. Unknown.nu. Приступљено 11. 6. 2011.
- „The Collection | MoMA”. The Museum of Modern Art. Архивирано из оригинала 2. 7. 2015. г.
- „eres.lndproxy.org” (PDF). Архивирано из оригинала (PDF) 26. 7. 2020. г.
- texte, Flax (1876-1933) Auteur du (3. 5. 1913). „Les Hommes du jour / dessins de A. Delannoy; texte de Flax”.
- „Articles, TOUT-FAIT: The Marcel Duchamp Studies Online Journal”. www.toutfait.com. Архивирано из оригинала 4. 3. 2016. г.
- Dada, No. 3, Zurich, December 1918 (French Version) Архивирано јул 7, 2013 на сајту . International Dada Archive, University of Iowa Libraries
- Rainey, Lawrence (15. 7. 2005). Modernism: An Anthology. John Wiley & Sons. ISBN 9780631204480 — преко Google Books.
- „La cause etait entendue”. 8. 11. 1948. Архивирано из оригинала 4. 3. 2016. г.
- Klein, Yves. „The Chelsea Hotel Manifesto”. Yves Klein Archives. Архивирано из оригинала 15. 1. 2013. г. Приступљено 16. 9. 2013.
- Oldenburg, Claes (3. 2. 2011). „Claes Oldenburg: I am for an Art”. Artist Statements. Приступљено 16. 9. 2013.
- „Manifesto”. Artnotart.com. Приступљено 24. 6. 2012.
- Solanas, Valerie. „The SCUM Manifesto”. Northeastern University. Приступљено 16. 9. 2013.
- Morgan, Robert C. „Touch Sanitation”. Communityarts.net. Архивирано из оригинала 8. 3. 2006. г. Приступљено 7. 4. 2006.
- Belasco, Daniel (пролеће 2001). „Learning from Landfill”. Jewish Culture News. Архивирано из оригинала 20. 2. 2003. г. Приступљено 7. 4. 2002.
- „Quotes from Maintenance Art Manifesto”. artgroove.com. 7. 4. 2006. Архивирано из оригинала 26. 4. 2006. г.

## Spoljašnje veze
- Manifestos.net
- British political party manifesto archives, 1900–present: Labour, Conservative, Liberal/SDP/Liberal Democrat
- "Schriften von Karl Marx: "Das Manifest der Kommunistischen Partei" (1948) und "Das Kapital", ernster Band (1867)" Архивирано 22 јануар 2016 на сајту . UNESCO.</ref>